# Fahne (Mathematik)

Darstellung einer Vektorraumfolge in Form einer Fahne

Als Fahne wird in der linearen Algebra eine Folge von Vektorräumen aufsteigender Dimension mit einer echten Teilmengenbeziehung bezeichnet. Der Name stammt daher, dass die ersten drei Vektorräume – Punkt, Gerade, Ebene – wie eine gewöhnliche Fahne angeordnet werden können.

## Definition
Eine Fahne in einem (meist endlichdimensionalen) Vektorraum {\displaystyle V} über einem Körper {\displaystyle K} ist eine endliche Folge {\displaystyle (V_{0},V_{1},\ldots ,V_{n})} von Untervektorräumen von {\displaystyle V} mit {\displaystyle V_{0}=0} und {\displaystyle V_{n}=V}, so dass jeder Unterraum im nachfolgenden echt enthalten ist, d. h.
{\displaystyle V_{0}\subsetneq V_{1}\subsetneq \ldots \subsetneq V_{n}.}
Ist {\displaystyle \dim V=n} oder äquivalent dazu {\displaystyle \dim V_{i}=i} für {\displaystyle i=0,\ldots ,n}, so spricht man von einer vollständigen Fahne. Manche Autoren beschäftigen sich nur mit vollständigen Fahnen und sprechen dann von Fahnen schlechthin.

## Beispiele
Ist {\displaystyle (v_{1},\ldots ,v_{d})} eine Basis von {\displaystyle V}, so ist durch
{\displaystyle V_{i}=\langle v_{k}\mid 1\leq k\leq i\rangle _{K}}
eine vollständige Fahne definiert. Das Datum der Fahne ist jedoch schwächer, verschiedene Basen können dieselbe Fahne erzeugen.

## Typ von Fahnen
Sind {\displaystyle (V_{i})_{i=0,\ldots ,n}} und {\displaystyle (W_{i})_{i=0,\ldots ,n}} zwei Fahnen, die aus derselben Anzahl von Unterräumen bestehen und für die
{\displaystyle \dim V_{i}=\dim W_{i}} für {\displaystyle i=0,\ldots ,n}
gilt, so sagt man, dass {\displaystyle (V_{i})_{i}} und {\displaystyle (W_{i})_{i}} denselben Typ haben. Die Typen von Fahnen sind durch die Partitionen der Zahl {\displaystyle \dim V} bestimmt. Zwei Fahnen vom selben Typ gehen stets durch einen Automorphismus von {\displaystyle V} auseinander hervor.

## Verwendung
Ist {\displaystyle A} ein Endomorphismus von {\displaystyle V}, und gilt
{\displaystyle A\cdot V_{i}\subseteq V_{i},} für alle {\displaystyle i}
so heißt die Fahne unter {\displaystyle A} invariant oder stabil. Ist die Fahne vollständig, so impliziert die Existenz einer invarianten Fahne, dass es eine Basis von {\displaystyle V} gibt, bezüglich der {\displaystyle A} durch eine obere Dreiecksmatrix dargestellt wird (Trigonalisierung). Für allgemeinere Fahnen ergibt sich eine Blockdreiecksform, die durch den Typ der Fahne bestimmt ist.

## Verwandte Begriffe
- Die Menge aller Automorphismen von {\displaystyle V}, die eine gegebene Fahne stabilisieren, bildet eine parabolische Untergruppe von {\displaystyle \mathrm {GL} (V)}.
- Die Menge aller Fahnen eines Typs wird als Fahnenmannigfaltigkeit bezeichnet. Da {\displaystyle \mathrm {GL} (V)} transitiv auf der Menge aller Fahnen eines Typs operiert, lassen sich Fahnenmannigfaltigkeiten als homogene Räume von {\displaystyle \mathrm {GL} (V)} darstellen.